# Сеглин, Анатолий Владимирович
Анатолий Владимирович Сеглин (18 августа 1922, Москва — 10 марта 2009, там же) — советский футболист и хоккеист. Мастер спорта СССР. Заслуженный мастер спорта России (1992).
После окончания карьеры работал тренером и хоккейным арбитром. Судья всесоюзной категории по хоккею с шайбой (1963).

## Биография
Большую часть футбольной карьеры провёл за клуб «Спартак» Москва за который выступал на протяжении 11 сезонов, выиграв три кубка СССР. Помимо «Спартака» играл за клубы КФК «Локомотив-клубная», «Спартак-клубная» и «Химик» Электросталь.
После окончания карьеры руководил командами КФК «Химик» Электросталь, Труд Горенки, в 1960-е годы работал тренером секции футбола города Москвы.
Одновременно с этим работал хоккейным тренером. В 1955—1958 — старший тренер ХК «Спартак» (Москва).
Награждён медалью ордена «За заслуги перед Отечеством» II степени (1995).
Скончался 10 марта 2009 года в Москве после продолжительной болезни, похоронен 13 марта на Армянском кладбище.

## Статистика футбольных выступлений
| Сезон | Чемпионат | Чемпионат | Дубль | Дубль | Кубок | Кубок | Прочие | Прочие |
| Сезон | Игры      | Голы      | Игры  | Голы  | Игры  | Голы  | Игры   | Голы   |
| ----- | --------- | --------- | ----- | ----- | ----- | ----- | ------ | ------ |
| 1942  | 0         | 0         | 0     | 0     | 0     | 0     | 0      | 0      |
| 1943  | 0         | 0         | 0     | 0     | 0     | 0     | 0      | 0      |
| 1944  | 0         | 0         | 0     | 0     | 0     | 0     | 0      | 0      |
| 1945  | 17        | 0         | 0     | 0     | ?     | 0     | 0      | 0      |
| 1946  | 1         | 0         | 20    | 0     | ?     | 0     | 0      | 0      |
| 1947  | 21        | 0         | ?     | ?     | 5     | 0     | 0      | 0      |
| 1948  | 26        | 0         | ?     | ?     | 4     | 0     | 0      | 0      |
| 1949  | 8         | 0         | ?     | ?     | ?     | 0     | 0      | 0      |
| 1950  | 5         | 0         | 27    | ?     | 2     | 0     | 0      | 0      |
| 1951  | 5         | 0         | ?     | ?     | 0     | 0     | 0      | 0      |
| 1952  | 0         | 0         | 11    | 0     | 1     | 0     | 1      | 0      |
| Всего | 83        | 0         | ?     | ?     | ?     | 0     | 1      | 0      |

## Достижения
Футбол
- Обладатель кубка СССР по футболу: 1946, 1947, 1950

Хоккей с шайбой
- Второй призёр чемпионата СССР: 1947/1948
- Третий призёр чемпионата СССР: 1946/1947

## Образ в кино
В российском кинофильме «Хоккейные игры» (2012) роль А. В. Сеглина исполнил Пётр Рабчевский.